# Worst Enemy
Worst Enemy — третий альбом немецкой группы Disbelief. Официальный релиз альбома состоялся 30 апреля 2001 года. Диск издан на лейбле Grind Sydicate Media.

## Об альбоме
Worst Enemy записан в 2000 году за короткий промежуток времени, а именно в период с 15—28 мая на студии «Stage One Studio» с продюсером Энди Классеном и его братом Георгом.
Первый альбом с гитаристом Жаном-Дирком Лёффлером, который пришёл на смену покинувшему группу Томми Фритшу.

## Список композиций
1. «Misery» — 05:03
2. «Believer» — 03:38
3. «Survive» — 04:30
4. «All Or Nothing» — 04:03
5. «Denial» — 05:28
6. «Assassinate The Scars» — 04:53
7. «Recession» — 04:36
8. «Living Wreck» — 05:03
9. «Humiliation» — 03:43
10. «Outro» — 02:02

## Участники записи
- Карстен Ягер — вокал
- Оливер Ленц — гитара
- Жан-Дирк Лёффлер — лид-гитара
- Йохен Транк — бас
- Кай Бергерин — ударные

## Сборники
- Rock Hard — Dynamit Vol.: 26
- Hammer — Off Road Tracks Vol.: 44
- Nuclear Blast Soundcheck Series Vol.: 26
- Israeli Metal Hammer Vol.: 16